# Център по фитохимия
Центърът по фитохимия  е научно звено в Института по органична химия при Българската академия на науките. Центърът е създаден през 1977 година. Той е основан чрез съвместен проект на българското правителство, ПРООН и ЮНЕСКО. Центърът по фитохимия провежда научни и приложни изследвания и подготовка на специалисти. Първият директор на центъра е проф. Илия Огнянов.